# Kroktjärnen (Frostvikens socken, Jämtland, 717466-147382)
Kroktjärnen är en sjö i Strömsunds kommun i Jämtland och ingår i Ångermanälvens huvudavrinningsområde. Sjön har en area på 0,0965 kvadratkilometer och ligger 609,4 meter över havet.

## Delavrinningsområde
Kroktjärnen ingår i det delavrinningsområde (717484-147345) som SMHI kallar för Utloppet av Kroktjärnen. Medelhöjden är 614 meter över havet och ytan är 0,45 kvadratkilometer. Det finns inga avrinningsområden uppströms utan avrinningsområdet är högsta punkten. Vattendraget som avvattnar avrinningsområdet har biflödesordning 4, vilket innebär att vattnet flödar genom totalt 4 vattendrag innan det når havet efter 275 kilometer. Avrinningsområdet består mestadels av skog (78 procent). Avrinningsområdet har 0,1 kvadratkilometer vattenytor vilket ger det en sjöprocent på 21,4 procent.